# Código de área 302

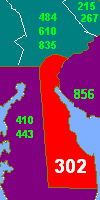
El área roja es el estado de Delaware que abarca todo el código de área 302

302 es el código de área norteamericano para el estado de Delaware abasteciendo a los tres condados; Condado de New Castle, Kent y Sussex. Siendo uno de los primeros prefijos establecidos en 1947

## Comunidades servidas por este prefijo

### Condado de Kent
- Dover
- Harrington
- Milford
- Bowers
- Camden
- Cheswold
- Clayton
- Farmington
- Felton
- Frederica
- Hartly
- Houston
- Kenton
- Leipsic
- Little Creek
- Magnolia
- Smyrna
- Viola
- Woodside
- Wyoming
- Base de la Fuerza Aérea Dover
- Highland Acres
- Kent Acres
- Rising Sun-Lebanon
- Riverview
- Rodney Village
- Woodside East
- Berrytown
- Marydel

### Condado de New Castle
- Arden
- Ardencroft
- Ardentown
- Bellefonte
- Clayton
- Delaware City
- Elsmere
- Middletown
- New Castle
- Newark
- Newport
- Odessa
- Smyrna
- Townsend
- Wilmington
- Bear
- Brookside
- Claymont
- Edgemoor
- Glasgow
- Greenville
- Hockessin
- North Star
- Pike Creek
- Wilmington Manor

### Condado de Sussex
- Bethany Beach
- Bethel
- Blades
- Bridgeville
- Dagsboro
- Delmar
- Dewey Beach
- Ellendale
- Fenwick Island
- Frankford
- Georgetown
- Greenwood
- Henlopen Acres
- Laurel
- Lewes
- Long Neck
- Milford
- Millsboro
- Millville
- Milton
- Ocean View
- Rehoboth Beach
- Seaford
- Selbyville
- Slaughter Beach
- South Bethany
- Angola
- Atlanta
- Gumboro
- Lincoln
- Long Neck
- Oak Orchard